# اتحاد السيطرة الدولية على السرطان
اتحاد السيطرة الدولية على السرطان  (كان يسمى سابقا ب الاتحاد الدولي ضد السرطان) أو UICC ((بالفرنسية: Union internationale contre le cancer)‏) هو منظمة غير حكومية معتمدة على العضوية وجدت لمساعدة المجتمع الصحي العالمي على تسريع الكفاح ضد السرطان.

## روابط خارجية
- الموقع الرسمي
- FAQ about TNM
- Association with CDC
- PACT: Programme of Action for Cancer Therapy Program to establish cancer care capacity and comprehensive cancer control in developing world and a close partner of UICC